# 青森県立青森中央高等学校
青森県立青森中央高等学校（あおもりけんりつ あおもりちゅうおうこうとうがっこう, Aomori Prefectural Aomori Chuo High School）は、青森県青森市東大野一丁目に所在する公立の高等学校。校舎から200mほど離れた所には青森山田高校が存在する。

## 設置学科
- 総合学科
  - 人文科学系列
  - 自然科学系列
  - 生活科学系列
  - 情報ビジネス系列
  - 美術系列

## 概要
歴史
1904年（明治37年）創立の「青森市立青森女子実業補習学校」を前身とする。実業学校・実科高等女学校・高等女学校を経て、1948年（昭和23年）の学制改革により新制高等学校となった。1950年（昭和25年）に男女共学を開始したものの前身が高等女学校ということで男子の入学者が少なく、1957年（昭和32年）4月には男子の在籍が0となり、実質女子校となった。現校名になったのは1976年（昭和51年）。1991年（平成3年）には学科改編により男女併せて募集が行われ、1996年（平成8年）4月から普通科で男女共学を再開した。2003年（平成15年）に従来の普通科・家庭科学科・リビングデザイン科の募集を停止し、総合学科を新設した。2004年（平成16年）に創立100周年を迎えた。
校章
校歌
現在の校歌は創立100周年を迎えた2004年（平成16年）に制定。作詞・作曲ともに小椋佳による。歌詞は2番まであり、両番に校名の「青森中央」が登場する。

## 沿革
- 1904年（明治37年）4月16日 - 「青森市立青森女子実業補習学校」が青森高等小学校 （現・青森市立橋本小学校の校地）に附設される｡
- 1923年（大正12年）4月1日 - 「青森市立女子実業学校」と改称｡
- 1930年（昭和5年）4月1日 - 「青森市立実科高等女学校」と改称。
- 1931年（昭和6年）10月15日 - 校章を制定｡
- 1932年（昭和7年）7月22日 - 校旗を制定｡
- 1934年（昭和9年）
  - 1月12日 - 青森市大字浦町字橋本305番地に校舎が完成し、移転を完了。
  - 4月1日 - 「青森市立青森高等女学校」と改称｡
  - 9月1日 - 校歌を制定｡
- 1943年（昭和18年）4月1日 - 高等女学校令が廃止され、中等学校令が施行される。
- 1944年（昭和19年）- 勤労動員が開始。
- 1945年（昭和20年）
  - 4月1日 - 学校での授業を停止。ただし勤労動員は継続。
  - 7月28日 - 青森大空襲により、校舎を焼失｡
  - 9月 - 仮校舎で授業を開始。
- 1946年（昭和21年）4月1日 - 修業年限が5年となる（ただし4年修了時点で卒業することもできた）。
- 1947年（昭和22年）
  - 4月1日 - 学制改革（六・三制の実施）が行われる。
    - 高等女学校の生徒募集を停止。
    - 新制中学校を併設し（名称:青森市立青森高等女学校併設中学校、以下・併設中学校）、高等女学校1・2年修了者を新制中学2・3年生として収容。
    - 併設中学校は経過措置としてあくまで暫定的に設置されたため、在校生が2・3年生のみの中学校であった。
    - 高等女学校3・4年修了者はそのまま在籍し、4・5念生となる（ただし4年修了時点で卒業することもできた）。

  - 6月6日 - 新校舎（第一期工事）が完成。
- 1948年（昭和23年）
  - 4月1日 - 学制改革（六・三・三制の実施）により、高等女学校が廃止され、新制高等学校「青森市立女子高等学校」が発足。通常制普通課程と家庭課程を設置｡ 
    - 高等女学校卒業者（5年修了者）を新制高校3年生、高等女学校4年修了者を新制高校2年生、併設中学校卒業者（3年修了者）を新制高校1年生として収容。
    - 併設中学校を継承し（名称:青森市立女子高等学校併設中学校）、在校生が1946年（昭和21年）に高等女学校へ最後に入学した3年生のみとなる。

  - 5月1日 - 定時制を設置｡
- 1949年（昭和24年）3月31日 - 併設中学校を廃止。
- 1950年（昭和25年）4月1日 - 男女共学を開始｡
- 1952年（昭和27年）3月1日 - 「青森市立中央高等学校」と改称｡
- 1957年（昭和32年）4月1日 - 男女共学を廃止し、女子校とする｡
- 1959年（昭和34年）3月31日 - 定時制を廃止｡
- 1963年（昭和38年）4月1日 - 通常制を全日制課程、普通課程を普通科、家庭課程を家政科と改称｡
- 1973年（昭和48年）3月31日 - 財団法人青森市立中央高等学校修徳会が発足。
- 1975年（昭和50年）
  - 8月25日 - 校舎の新築により、青森市大字浦町字奥野428番地に住所を変更｡
  - 8月31日 - 修徳会館が完成。
  - 9月17日 - 新校舎が完成し、移転を完了。
- 1976年（昭和51年）
  - 2月9日 - 第一体育館が完成。
  - 4月1日 - 青森県に移管され、「青森県立青森中央高等学校」（現校名）に改称｡ 新校章（現校章）を制定｡
  - 10月16日 - 新校旗を制定。
- 1978年（昭和53年）
  - 9月30日 - 修徳会館との間に渡り廊下が完成。
  - 12月23日 - 第二体育館が完成。
- 1979年（昭和54年）8月25日 - 体育館への渡り廊下が完成。
- 1980年（昭和55年）
  - 10月20日 - プールが完成。
  - 12月17日 - 学習の杜 ｢洗心苑｣ が完成｡
- 1981年（昭和56年）8月27日 - 視聴覚教室 （LL教室）が完成。
- 1983年（昭和58年）
  - 5月26日 - 日本海中部地震により校舎と第二体育館に被害をうける｡
  - 11月30日 - 災害復旧工事が完成｡
- 1988年（昭和63年）4月30日 - 弓道場 ｢悟道館｣ が完成。
- 1990年（平成2年）
  - 1月6日 - 部室の改修工事が完了。
  - 11月14日 - 陸上競技場の改修工事が完了｡
- 1991年（平成3年）
  - 4月1日 - 学科再編により家政科を家庭科学科 （生徒定員男女計45名） とリビングデザイン科（生徒定員男女計45名）に転換｡ 普通科を1学級減じる｡
  - 9月20日 - 特別教室 （家庭看護室・居住実験室､・デザイン総合実習室・CAD実習室・家庭経営）が完成。
- 1993年（平成5年）4月21日 - 出会いの碑と校歌碑を建立。
- 1996年（平成8年）4月1日 - この時の入学生から普通科が男女共学となる｡
- 1998年（平成10年）
  - 1月22日 - 第一体育館の大規模改修工事が完了。
  - 12月20日 - 第二体育館の大規模改修工事が完了｡
- 2000年（平成12年）3月25日 - 陸上競技場兼サッカー場､テニスコート、ソフトボール場、アーチェリー場､ハンドボール場､ 洗心苑が完成。
- 2002年（平成14年）3月25日 - 野球場が完成｡
- 2003年（平成15年）
  - 3月17日 - 柔剣道場 ｢洗心館｣が完成｡
  - 4月1日 - 学科改編により総合学科を設置。普通科・家庭科学科・リビングデザイン科の募集を停止。
- 2004年（平成16年）
  - 1月31日 - 特別教室（1・2・3階簡易間仕切教室、被服実習室、保育実習室、講師控室・教具資材庫、入浴実習・リハビリテーション室、介護実習室、リネン・更衣室、文化観光実習室、書道室、書道準備室、情報処理室、情報処理実践室、情報処理準備室、多目的室、工芸室）が完成。
  - 10月20日 - 創立100周年記念式典を挙行。新校歌を制定。
- 2005年（平成17年）3月31日 - 普通科・家庭科学科・リビングデザイン科を廃止。
- 2012年（平成24年）
  - 1月19日 - 第二体育館の耐震補強工事が完了。
  - 2月28日 - デッサン室、絵画室、美術職員室、用具庫が完成。

## 部活動

### 実績・主な部活動
演劇部は、全国屈指の強豪校で、全国高等学校演劇大会に10回出場し、最優秀賞3回、優秀賞6回の受賞歴がある。最優秀賞を獲得したのは、第51回（平成17年）『修学旅行』（創作脚本賞も受賞）、第54回（平成20年）『河童』、第58回（平成24年）『もしイタ～もし高校野球の女子マネージャーが青森の「イタコ」を呼んだら』であり、脚本はすべて顧問の畑澤聖悟教諭の作品である。そして、2024年（令和6年）第70回全国高等学校演劇大会（岐阜大会）で、ぎふ総文演劇部門文化庁長官賞・優秀賞、2025年（令和7年）第71回全国高等学校演劇大会（香川大会）で、文化庁長官賞・優秀賞。
運動部
- 硬式野球部
- ハンドボール部
- ボート部
- バスケットボール部
- バレーボール部
- テニス部
- バドミントン部
- 陸上競技部
- 弓道部
- アーチェリー部
- ソフトボール部
- サッカー部
- フェンシング部

文化部
- 演劇部
- 放送部
- 美術部
- 青少年赤十字（JRC）部
- ワープロ・パソコン部
- 華道部
- 茶道部
- 書道部
- 吹奏楽部
- 写真部
- 漫画研究部
- 文芸同好会

## 主な出身者
- 小田貴子（アナウンサー）※テレビ岩手、NHK宇都宮放送局、とちぎテレビ、茨城放送などで活動した